# Analyse géométrique
Pour le calcul différentiel et intégral associé à l'Algèbre Géométrique, voir Analyse multivectorielle.
L'analyse géométrique est un champ mathématique à l'interface de la géométrie différentielle et des équations différentielles.

## Portée

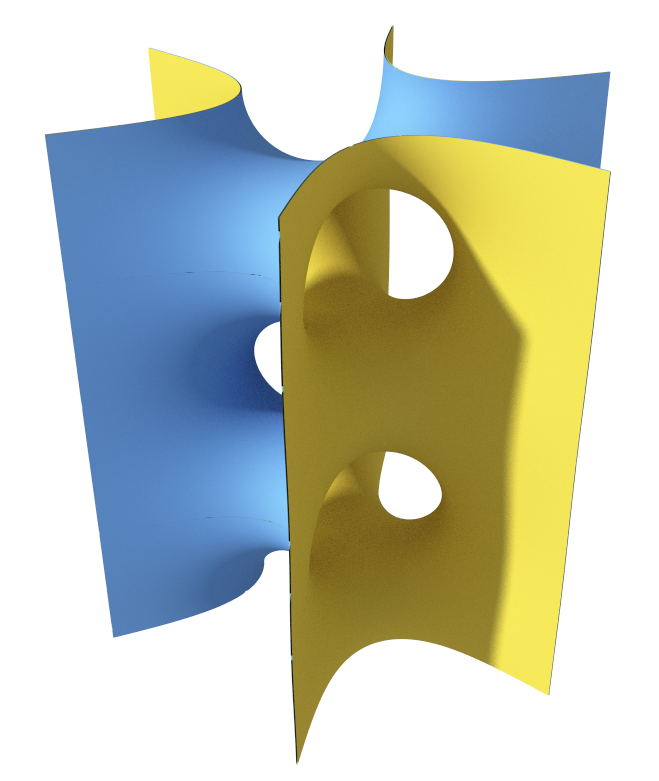
Tour de selle de surface minimale. Les surfaces minimales font partie des objets d'étude en analyse géométrique.

L'analyse géométrique comprend à la fois l'utilisation de méthodes géométriques dans l'étude des équations aux dérivées partielles, et l'application de la théorie des équations aux dérivées partielles à la géométrie. Elle intègre des problèmes impliquant des courbes et des surfaces, ou des domaines avec des courbes limites, mais aussi l'étude de variétés riemanniennes en dimension arbitraire. Le calcul des variations est parfois considéré comme faisant partie de l'analyse géométrique, parce que les équations différentielles découlant de l'électromagnétisme ont un solide contenu géométrique. L'analyse géométrique inclut également l'analyse globale, qui concerne l'étude des équations différentielles sur des variétés, et la relation entre les équations différentielles et la topologie.